# Млотковский, Людвиг Юрьевич
Людвиг Юрьевич Млотковский (Млатковский, Молотковский), Людвиг Юрьевич (ок. 1795 — 27 марта 1855) — русский антрепренёр и оперный (бас) и драматический актёр.

Родился в Польше. В 1816 с польской бродячей труппой антрепренёра Змиевского выступал в Киеве. В 1820-х гг. перешёл в театр И. Ф. Штейна. 
В этом театре с 1816 по 1818 год, на заре своей театральной деятельности, работал великий русский актёр М. С. Щепкин, оставивший интересные воспоминания о Харьковском театре в «Записках актера». В первые годы существования театра здесь выступали актеры Угаров, Барсов, Налетова, Пряженковская. В театре начинали сценическую деятельность И. А. Петров, ставший впоследствии солистом петербургской оперы, выдающиеся актеры Н. X. Рыбаков, К. Т. Соленик, Л. И. Млотковская. По воспоминаниям Г. Ф. Квитки-Основьяненко в то время в театре работало 40 актеров, балетная труппа состояла из 20 человек, а оркестр был «первым во всех здешних губерниях». Харьковчане очень полюбили свой театр, его артистов. Но труппе часто приходилось выезжать на гастроли, потому что Харьков не мог обеспечить театр постоянными сборами.
 В сезоне 1833-34, во время гастролей труппы Штейна в Курске, произошел раскол, в результате конфликта из антрепризы ушла группа молодых драматических актёров, в числе их — Н. X. Рыбаков, К. Т. Соленик, Л. И. Острякова, впоследствии ставшая женой Млотковского, возглавил новую труппу Людвиг Юрьевич Млотковский. Штейн уехал в Харьков, новая труппа осталась в Курске. С этого сезона начинается его самостоятельная антрепренёрская деятельность, при этом он не оставлял до конца жизни и актёрской работы. Он исполнял роли в операх и драмах. Пел как в классическом репертуаре, и в комических операх, в том числе и украинских (Чупрун — «Москаль-чаровник» Котляревского), выступал в трагедиях (Эдип — «Эдип в Афинах» и Старн — «Фингал» Озерова), мелодрамах, комедиях и т. д.
После Курска Млотковский арендовал в 1836 г. Харьковский театр, а с 1837 — и Киевский (2 сезона). В 1842 он построил в Харькове новое театральное здание
(в 1893 оно было перестроено, впоследствии в нём разместился харьковский украинский Театр им. Т. Г. Шевченко). Вскоре театр стал лучшим в провинции. В репертуаре значились пьесы Шекспира, Шиллера, лучшие произведения русской драматургии. Несмотря на запрещение цензуры (для провинции), здесь ставилось «Горе от ума», специально для этого театра писали свои оперы и комедии И. П. Котляревский и Г. Ф. Квитка-Основьяненко. В труппе работали Н.X. Рыбаков, К. Т. Соленик, Л. И. Млотковская, И. X. Дрейсиг, П. П. Микульский, Д. Д. Жураховский, К. М. Зелинский, И. И. Лавров (Барсуков) и др.
Млотковский первым из театральных антрепренёров организовал при своём театре специальную школу, где дети бесплатно обучались драматическому искусству и балету.
Млотковский предназначал свой театр не только для дворянского, но и для разночинного зрителя. С театром Млотковского была связана университетская харьковская интеллигенция (профессор Харьковского университета
И. Я. Кронеберг, его сын переводчик В. Шекспира А. И. Кронеберг, критик и писатель А. Я. Кульчицкий, часто приезжавший в то время в Харьков В. П. Боткин и др.).
В 1841 году владелец театра Л. Ю. Млотковский начал строительство театрального помещения, проект которого составил архитектор А. Тон.
Театр был построен в другом конце площади, при выходе её на Сумскую улицу. Он выгодно отличался от старого как своим внешним видом, так и внутренней отделкой. В зале было 60 лож, расположенных в трех ярусах, 150 кресел партера. Всего он вмещал 1020 человек. Зрительный зал хорошо отапливался и освещался керосиновыми лампами. По отзывам современников, Харьковский театр считался лучшим среди провинциальных театров. Торжественное открытие его состоялось 15 августа 1842 года. 
Строительство театра в Харькове и связанные с ним долги, которые Млотковский выплачивал до конца жизни, подорвали его денежные дела и заставили в 1843 сдать здание в аренду образовавшейся в Харькове театральной дирекции.
Сам Млотковский возглавил антрепризу в Орле, но там дела не задались: неприспособленное и тесное здание театра, малочисленность интеллигенции в этом городе, отсутствие поддержки со стороны властей — всё это явилось причиной крайне плохих сборов. В последующие годы Млотковский играл и периодически держал антрепризы в Воронеже, Саратове, Астрахани, Вознесенске, Николаеве.
За несколько месяцев до смерти его имущество было описано полицией за долги.
Театр в Харькове перешел по дарственной записи к его дочери, Вере Людвиговне, по мужу Дюковой, драматической актрисе, выступавшей некоторое время на провинциальных сценах в ролях гранд-дам. А дальше — к Дюковым и приобрел былую славу.